# Compagnie Générale Aéropostale

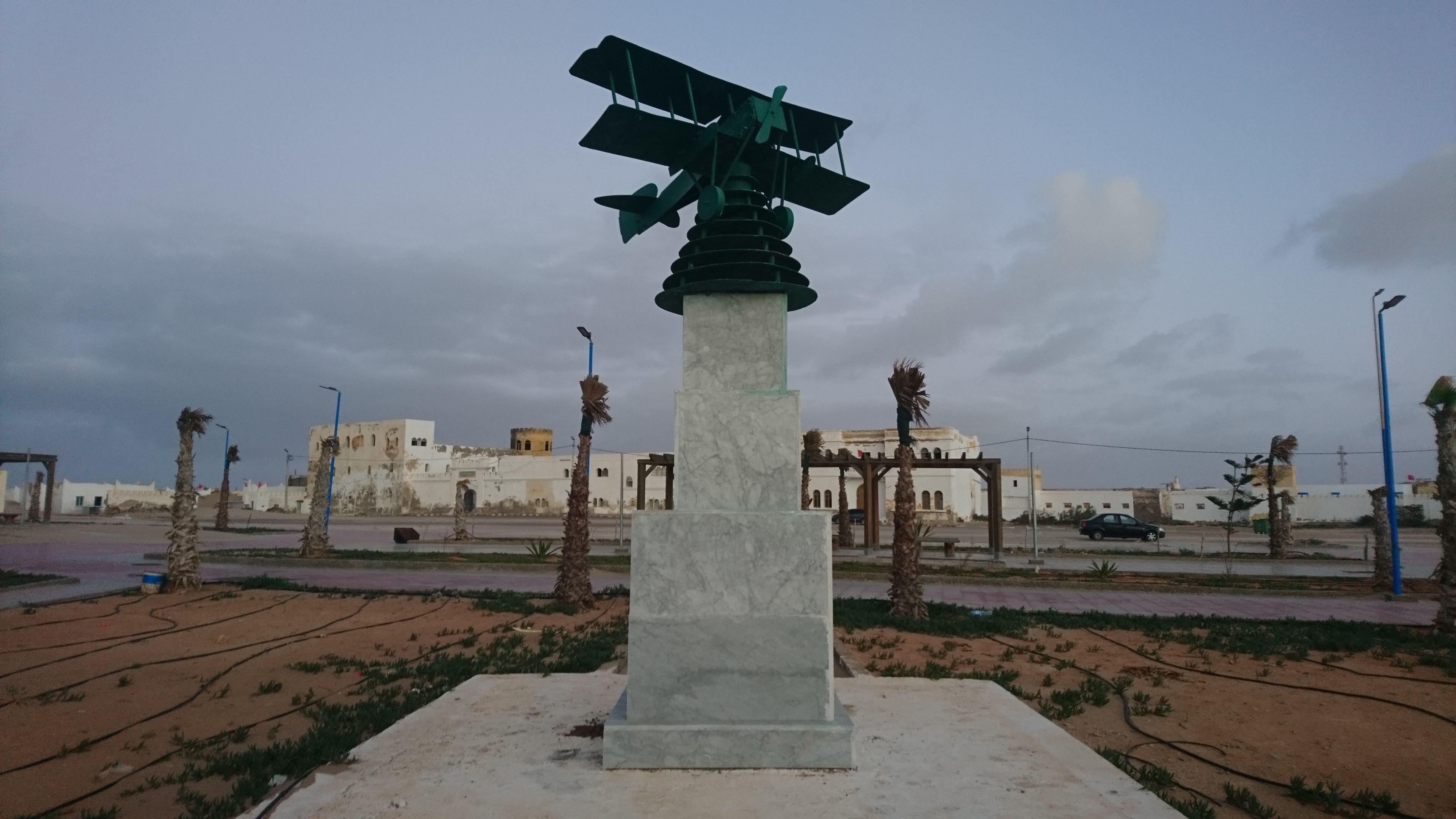
Monumento conmemorando la Compañía Aeropostal en Tarfaya.

La Compañía General Aeropostal ( en francés Compagnie générale aéropostale), generalmente conocida como «la Aeropostal» o «l'Aéropostale», fue una compañía aérea francesa con base en el barrio de Montaudran de la ciudad de Toulouse. Su origen se debió a la idea soñada por Pierre-Georges Latécoère de una línea aérea transatlántica dedicada al servicio postal, pero además al transporte de pasajeros. La empresa se inició en 1918 con el nombre de Compagnie Espagne-Maroc-Algérie - CEMA y durante los años 1921-1927 Compagnie Générale d'Entreprises Aéronautiques (CGEA), también conocida como Lignes Aeriennes Latécoère y se fue concretando a lo largo de finales de los años veinte bajo el impulso de Marcel Bouilloux-Lafont su nuevo propietario que la renombró  en 1927 Compagnie Générale Aéropostale - CGA. Después de pasar por dificultades financieras la compañía sufre en 1931 una liquidación forzosa y finalmente sus activos fueron absorbidos por el Estado francés en 1933 dentro de una nueva entidad, la SCELA (Société centrale pour l'exploitation des lignes aériennes) que pasaría a denominarse Air France pocos días después.

## Historia

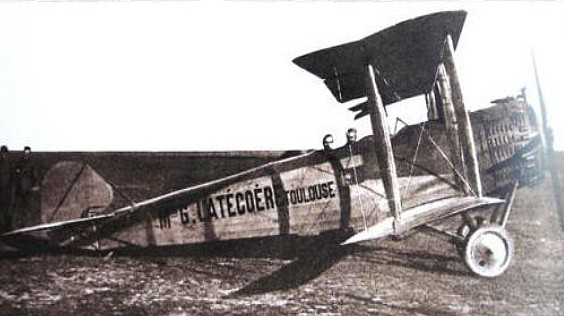
Líneas Aéreas Latécoère, circa 1918

La aviación postal – desarrollada a partir del fin de la Primera Guerra Mundial - debe mucho al coraje de sus primeros pilotos, verdaderos pioneros de la aviación, a los que también puede considerarse héroes. En efecto, en los años 1920, cada vuelo era una aventura arriesgada que podía resultar fatal. Las peripecias cotidianas y los éxitos de esos aviadores nos han llegado a través de las obras del escritor Antoine de Saint-Exupéry, él mismo piloto de la Aeropostal, en su novela -entre otras - Vuelo nocturno que describe un vuelo postal en América del Sur.
A partir de 1918, Pierre-Georges Latécoère imaginó una línea aérea que uniese Francia con Senegal pasando por España y Marruecos. Fundó entonces la Compagnie Espagne-Maroc-Algérie - CEMA con la que estableció y luego explotó las líneas Toulouse-Casablanca, Casablanca-Dakar (por Agadir, Cabo Juby, Villa Cisneros, Port-Étienne, Saint Louis (Senegal) y Río de Janeiro-Recife en Brasil. Se rodea de, entre otros, Beppo di Massimi quien es designado como administrador de la línea aérea en Madrid, de Didier Daurat que llega a ser director de explotación y se encarga del reclutamiento de los pilotos que, en los inicios, deben permanecer en tierra y encargarse también del mantenimiento de los aviones. En 1921, CEMA cambió su nombre a Compagnie Générale d'Entreprises Aéronautiques - CGEA, también conocida como Lignes Aeriennes Latécoère.

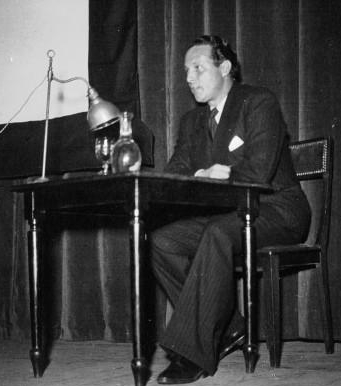
Jean Mermoz en 1935

Fue en la empresa de Latécoère que Mermoz, Saint-Exupéry y Guillaumet dieron sus primeros pasos como aviadores, no sin dificultades: Los aviadores obligados a hacer aterrizajes forzosos eran capturados por tribus locales rebeldes ante la colonización por Francia y España de esta parte de África, y no eran dejados en libertad si no mediaba un fuerte pago de rescate. Saint-Exupéry frecuentemente negoció con estas tribus insumisas. Muy pronto los aviones comenzaron a volar en pareja en caso de que uno de ellos tuviese una avería. 
La Aeropostal se fundó en abril de 1927. Marcel Bouilloux-Lafont, alcalde de Étampes de 1912 a 1929 y consejero general del departamento de Seine-et-Oise de 1919 a 1932, creó la «Compagnie Générale Aéropostale», más conocida bajo el nombre de «Aéropostale», comprando el 93 % de la C.G.E.A (Compagnie Générale d'Entreprises Aéronautiques) de Pierre Georges Latécoère quien, falto de medios financieros y de apoyo político, renunció a su proyecto de unir Francia con Argentina.

Ya entonces, el control de las líneas aéreas era de una importancia capital para el futuro de una nación. En ese marco y en medio de una disputa entre las aviaciones francesa y alemana, el 1° de noviembre de 1927 quedó establecido el tramo Natal-Buenos Aires. 

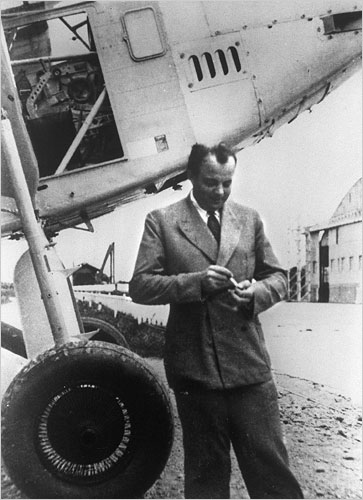
Saint-Exupéry en Toulouse en 1933.

 La unión entre el tramos Francia-África y el tramo África–América del Sur se estableció el 1° de marzo de 1928. El personal afectado al servicio comprendía, además de los jefes de base, a 72 pilotos, 200 mecánicos, 50 radio-navegantes, 400 personas para maniobras, 40 oficiales de marina y 300 marineros. El material se componía de 200 aviones, 10 hidroaviones, 500 motores, 6 avisos rápidos, 4 unidades de auxilio, 6 patrulleros, 3 cisternas de combustible y 2 cisternas de agua. A pesar del éxito de la travesía de Jean Mermoz del Atlántico Sur en 1930, la compañía mantiene durante años los enlaces oceánicos con avisos, dado que el Estado francés imponía que las travesías se hicieran con hidraviones provistos de varios motores. En aquella época se multiplicaron las líneas aéreas en el continente suramericano, hacia Uruguay, Argentina, la Patagonia y Santiago de Chile, sobrevolando la cordillera de los Andes.

Fue debido a sus importantes competidores, sostenidos por sus respectivos gobiernos (como la Lufthansa o la Pan Am), a los que la compañía quiso ganar de mano, que se decidieron las inversiones y gastos necesarios para la organización completa de la línea. Esta organización, costosa pero completa y eficaz, dio los resultados esperados. Hacia el 1° de marzo de 1931: 

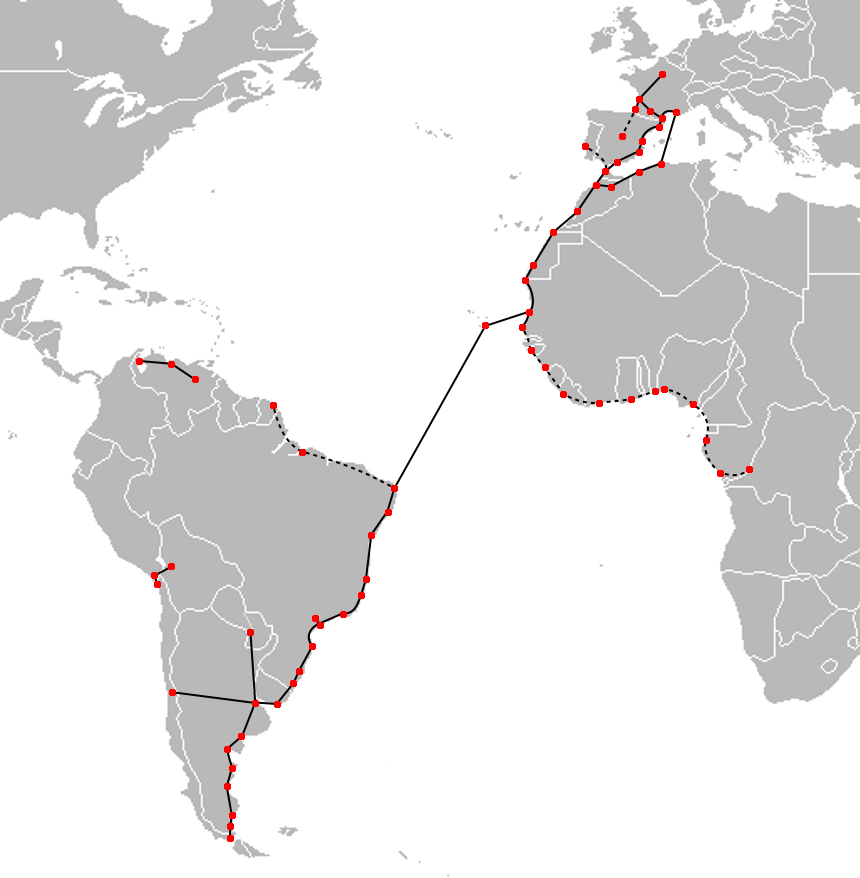
La red de líneas de la Aéropostale en 1930. Las líneas que se proyectaban están en puntos.

- Se efectúan más de 300 viajes completos entre Francia y la Argentina, lo que representa 3 millones y medio de kilómetros cada año;
- La facturación comercial se eleva a 27 millones de francos en 1930, contra 17 millones en 1929;
- Esta facturación representa el 98 % de la facturación del correo aéreo francés;
- 25 estados europeos, africanos y sudamericanos utilizan los servicios de la compañía;
- En 1930 se transportan 32 millones de cartas, contra 22 millones en 1929.

El 1 de marzo de 1931, la Aéropostale entra en liquidación. En parte debido a la crisis mundial del 21 de octubre de 1929 y por otra, a la negativa de la clase política francesa de prestarle ayuda. En  algunos días, el desarrollo de la Aéropostale se quebró y quedó fuertemente comprometido el fruto de un trabajo árido de muchos años.}} Marcel Bouilloux-Lafont, intentando salvar la obra emprendida, pone en juego todos sus recursos, incluida su fortuna personal. El proceso de liquidación dura dos años. 
En 1933, el gobierno francés impone una reagrupación de las compañías aéreas; las cuatro más importantes, Air Orient, Air Union, CIDNA y  SGTA-Farman se integran en la Société centrale pour l'exploitation des lignes aériennes - SCELA,  que toma el nombre de Air France y adquiere los activos de la Compagnie Générale Aéropostale. Marcel Bouilloux-Lafont muere arruinado en febrero de 1944 en Río de Janeiro.
La regla de la Aéropostale era «siempre ir a ver», es decir «siempre despegar». El alma del «siempre ir a ver» en la historia de la empresa (la C.G.E.A de 1919 a 1927 en Francia-Senegal, Aéropostale de 1927 a 1933 en Francia-América del Sur, Airbleu de 1935 a 1939 en Francia metropolitana, y Postale de Nuit de 1945 a 2000, también en Francia) fue siempre el tándem de los directivos Daurat y Vanier.
En 1991, los grupos Air France y La Poste (empresa que gestiona el sistema postal de Francia) continúan siendo propietarios de la Aéropostale, que se llamó SEA (Société d'exploitation aéropostale) hasta el año 2000. Los aparatos de la compañía (Boeing 737-300 Quick Change) transportan durante el día pasajeros bajo números de vuelo de Air France, de Air Inter, de Air Charter o en raras ocasiones de Corsair. Por la noche se retiran los asientos y los aviones, en versión de carga, son explotados por La Poste, por Chronopost o Le Figaro. En abril de 2001 se creó Europe Airpost, filial al 100 % de La Poste, dedicada, como se indicó, al flete postal pero también a la explotación en la modalidad chárter de vuelos de pasajeros.
En 2003, La Poste vendió Europe Airpost a la compañía irlandesa Air Contractors. Luego, en 2008, Europe Airpost integró el grupo irlandés ASL Aviation, filial de la Compagnie maritime belge (CMB) y de Petercam, grupo financiero belga.

## Posteridad
Con el paso del tiempo, la Aéropostale se ha convertido en una compañía mítica por haber sido una empresa pionera. Ha sido tema central de numerosas obras literarias, cinematográficas y de Historietas.
Cada año desde 2008, los apasionados del Raid Latécoère-Aéropostale realizan vuelos que retoman las antiguas rutas de la Aéropostale.